# 관음사 (대구 동구)
관음사(觀音寺)는 대한민국 대구광역시 동구에 있는 절이다. 한편 대구광역시 중구에도 관음사라는 절이 있다.

## 개요
- 소속 종단 : 대한불교조계종
- 주소 : 대구광역시 동구 둔산로 535

## 역사
670년 신라의 의상대사가 창건한 것으로 알려졌지만, 이후에 기록은 신라 말에 심지왕사가 중건했다는 기록 외에는 남은 것이 없다. 1970년대에 중건 작업이 대대적으로 이루어졌는데, 현재 가람은 이때에 만들어진 것이라고 하며, 절 주변은 천연기념물 1호로 지정된 측백나무 숲으로 둘러싸여 있다.